# Sally Miller
Sally Miller, född 1814, död efter 1849, var en amerikansk slav. Hon är känd för rättsfallet Sally Miller v. Louis Belmonti (1845), som slutade med att hon frigavs i domstol på grund att hon var född vit, och den följande Miller v. Miller (1849), där hennes förre ägare John Fitz Miller utan framgång försökte bevisa sin oskuld genom att påstå att hon var en ljushyad person av blandad härkomst. Fallet väckte stor uppmärksamhet i det dåtida USA på grund av frågan om "vitt slaveri" och användes av abolitionister för att framhäva det faktum att även vita människor i USA föll offer för slaveriet.

## Biografi
Sally Miller föddes som Salomé Müller i Elsass i dåvarande Frankrike som dotter till en fransk skomakare av tyskt ursprung, Daniel Müller och hans fru Dorothea, och hade två bröder och en syster. Familjen levde i fattigdom och drabbades hårt av hungersnöden under Året utan sommar 1816. Familjen hade inte råd att emigrera till USA utan skrev istället under ett kontrakt som gjorde dem till kontraktstjänare, vilket gjorde det möjligt för dem att betala resan. Modern och den yngre brodern avled under resan. Daniel Müller anlände med sin son och två döttrar till New Orleans 1818, och hans kontrakt övertogs då av John Fitz Miller, som ägde en sockerplantage. Bara några veckor senare uppgavs Daniel Müller och hans son ha avlidit i en febersjukdom, och hans döttrar Salomé och Dorothea hördes inte mera av.
År 1843 blev Madame Karl Rouff, som varit vän till familjen Müller och emigrerat till USA på samma skepp som de, serverad på Louis Belmontis café av en slav vid namn Mary Miller, som hon igenkände som Salomé Müller. Mary Miller identifierades även av sin kusin och gudmor Eva Schuber som Salomé Müller. Hon bytte namn till Sally Miller och hennes fars vänner anlitade advokaten Wheelock Samuel Upton och påbörjade en rättsprocess för att frige henne ur slaveriet med hänvisning till att hon var helvit och att det därmed var ett lagbrott att hålla henne som slav.

### Sally Miller v. Louis Belmonti
Louis Belmonti frikändes snart av domstolen eftersom han med framgång hävdade ha köpt henne från John Fitz Miller i god tro att hon var av blandblod och bara såg vit ut. Därefter stämdes John Fitz Miller, som anklagades för att mot lagen ha gjort Sally Miller till slav sedan hennes far dött. John Fitz Miller hävdade att han själv hade köpt henne en gång och att hon inte var vit utan av blandblod. Utgången var inte självklar, eftersom det vid denna tid fanns åtskilliga slavar av blandad härkomst med helt vitt utseende. Miller förlorade i första instans, men vann i State Supreme Court 1845. Domstolen yttrade principen att om en person såg ut att vara helt vit eller indian, var det inte den som skulle bevisa detta, utan den som påstod motsatsen. Domslutet var mycket impopulärt i Sydstaterna, särskilt i Louisiana, där många slavar såg vita ut.

### Miller v. Miller
Sally Miller gick sedan vidare och försökte få sina barn Madison, Charles och Adeline förklarade fria med hänvisning till slavlagens princip om att barnen fick sin mors status. Hon förlorade dock detta fall 1849. Sally Miller ska sedan ha flyttat till Kalifornien.
Fallet väckte stor uppmärksamhet. Abolitionisten Parker Pillsbury uttalade sig om fallet och påpekade att en vit hud inte var ett beskydd mot slavhandlare.